# Holding Out for a Hero
"Holding Out for a Hero"는 웨일스인 가수 보니 타일러가 부른 사운드트랙 노래이다. 본래 1984년 영화 《자유의 댄스》의 사운드트랙으로 제작된 곡으로, 1984년 4월 미국에서 영화 음반 〈Footloose〉에 수록돼 출시됐으며 이후 1986년 타일러의 여섯 번째 앨범 〈Secret Dreams and Forbidden Fire〉에도 포함됐다.
작사는 딘 피치포드, 작곡은 짐 스타인먼이 맡았다.

## 커버 및 매체 내 활용
"Holding Out for a Hero"는 다양한 광고, 영화 및 텔레비전 사운드트랙으로 활용됐으며 수많은 음악가가 커버를 노래했다.
1984년, 엘리자베스 데일리가 부른 판이 텔레비전 드라마 《특수공작원 아이언맨》에 사용됐다.